# Northover Projector
Projector, 2.5 дюймовый, более известный как Northover Projector или Гранатомёт Нортовера — британский противотанковый гранатомёт (ампуломёт) разработки 1940 года. После поражения при Дюнкерке британская армия остро нуждалась в дешёвых противотанковых средствах, одним из которых и стал гранатомёт, разработанный майором Гарри Нортовером.. Тем не менее, популярности в войсках он не обрёл и состоял на вооружении частей народного ополчения вплоть до конца войны, хотя и там играл роль скорее «психологического оружия», постепенно вытесняясь более совершенными противотанковыми средствами.

## Разработка
После разгрома у Дюнкерка и эвакуации остатков британской армии в распоряжении британских военных осталось лишь 167 противотанковых пушек, и на фоне угрозы немецкого вторжения срочно требовалось дешевое противотанковое средство. Таковым была признана конструкция майора Гарри Нортовера, который предложил простейший гранатомёт, стоивший, по его расчётам, менее 10 фунтов стерлингов. Гранатомёт Нортовера был представлен Уинстону Черчиллю как дешевое и простое противотанковое средство. После показа Черчилль приказал немедленно запустить гранатомёт в производство
.

## Конструкция

### Гранатомет
Гранатомет Нортовер представлял собой стальную трубу с казенником с тыльной стороны, с примитивными прицельными и стреляющими приспособлениями на тыльной части. Ствол был закреплен на станке цапфой, обеспечивавшей вращение в двух плоскостях. Наведение осуществлялось наводчиком с помощью жестко закрепленной длинной ручки, на которой был установлен ударный механизм. Стреляло устройство обычными ручными или винтовочными гранатами, а также — бутылками с зажигательной смесью, метательным зарядом служило небольшое количество дымного пороха, детонируемого капсулем игрушечного пистолета. При этом наводился гранатомёт длинной ручкой, примыкавшей к казённику. Простота конструкции обеспечила дешевизну гранатомёта — он стоил десять фунтов, то есть около 35 долларов (для сравнения, пистолет-пулемёт Томпсона стоил порядка 300 долларов).

### Станок

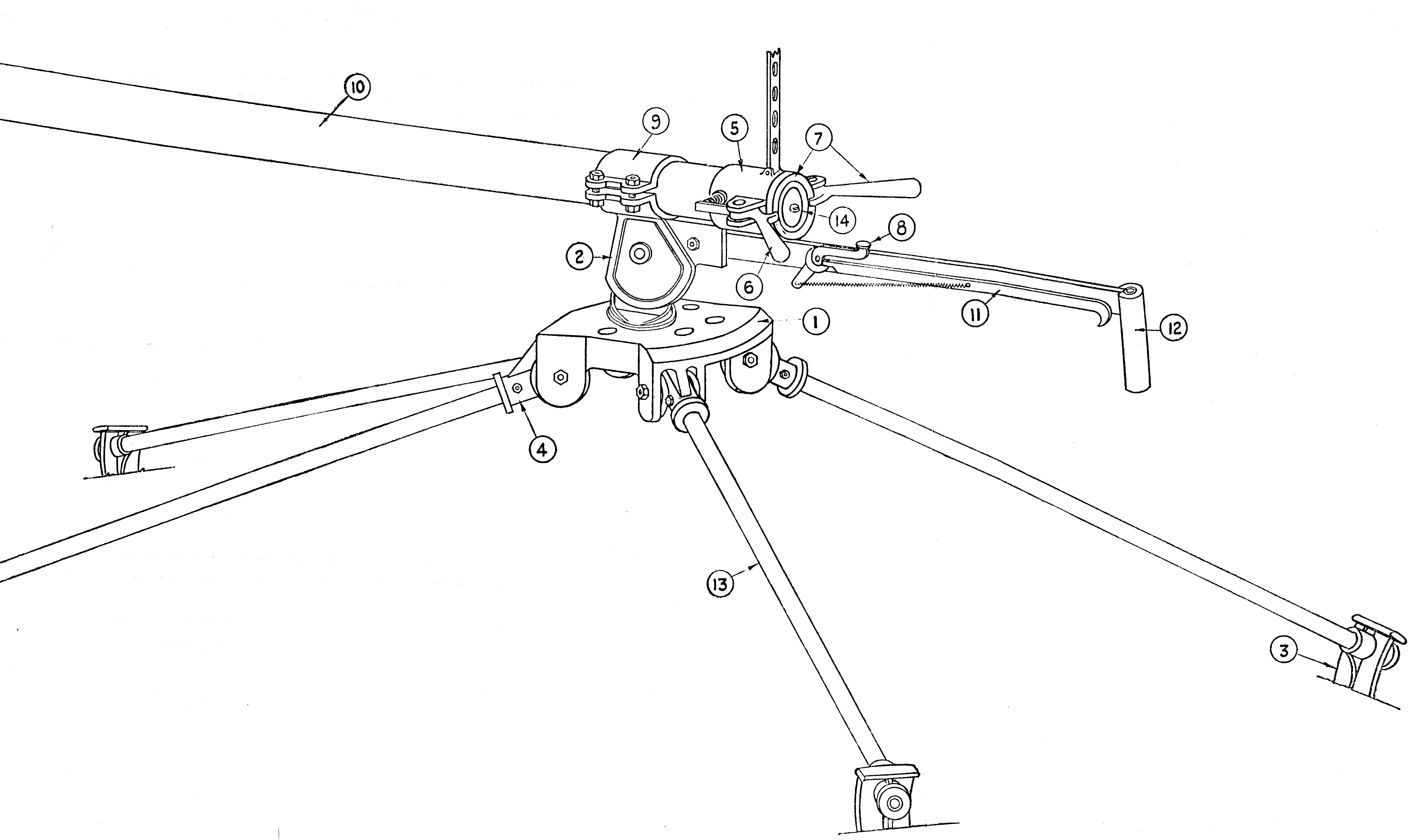

Станок к гранатомёту — раздвижной, состоящий из четырёх трубчатых опор. Непосредственно гранатомёт крепился к вершине станка цапфой. В отсутствие каких-либо противооткатных устройств он принимал на себя энергию отдачи. Станок являлся наиболее массивной частью конструкции — несмотря на применение полых конструкций его вес доходил до 30 килограмм, что снижало мобильность системы в целом. Вдобавок ко всему, он был весьма хрупким и нередко повреждался при неаккуратной установке или выгрузке. Впоследствии он был облегчен в модификации Northover Projector Mk.2, выпущенной малой серией.

## Боеприпасы

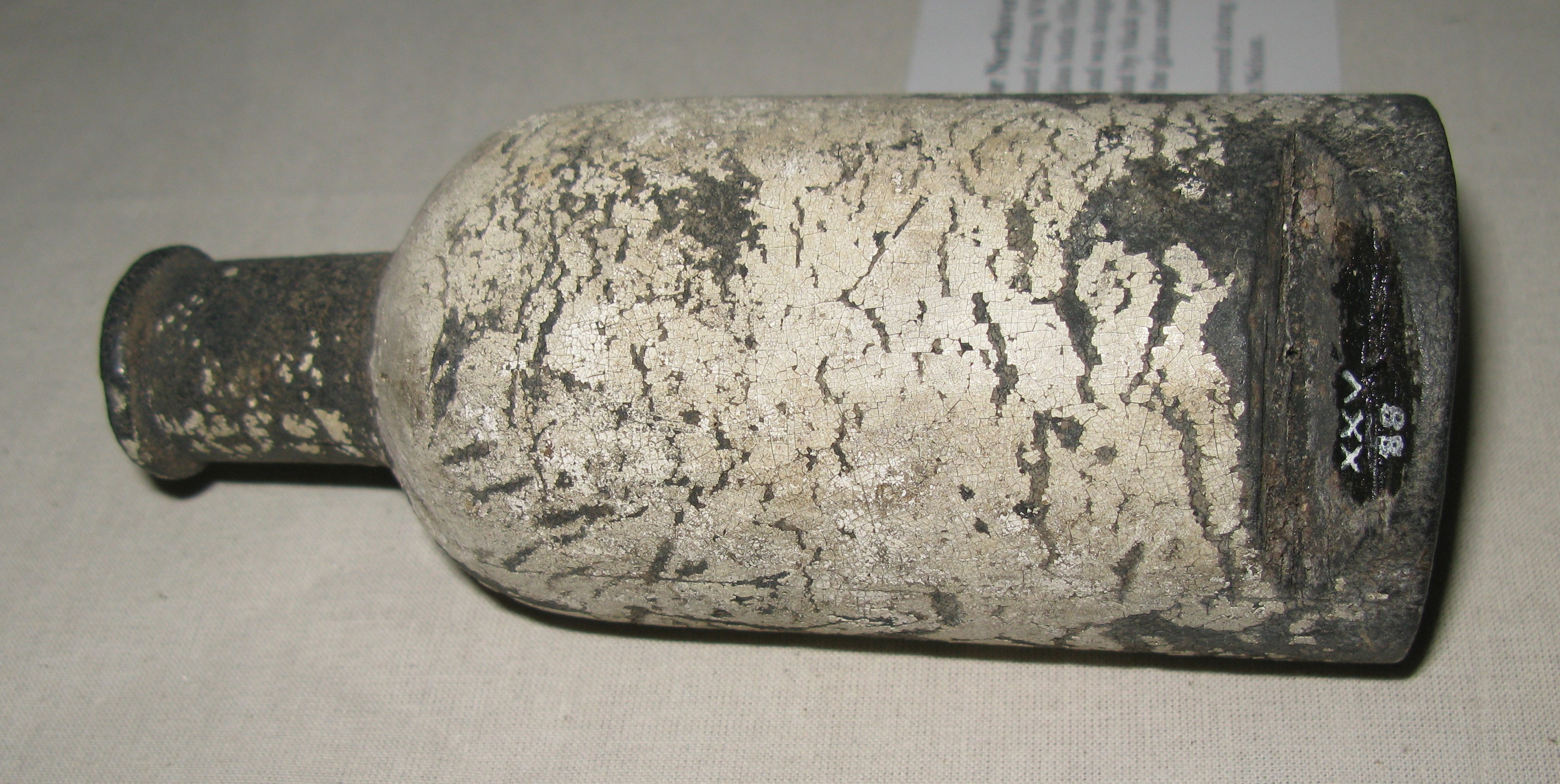
бутылка с зажигательной смесью британского ампуломета Northover Projector

- Противотанковая граната №68[англ.] — противотанковая граната для ружейного гранатомёта, разработана в 1940 году, весила около 900 грамм, из которых 150 составляла масса ВВ[5].
- Граната Миллса — в варианте № 36, разработанном в 1932 году. Зона поражения составляла 91 метр.[6]
- Специальная зажигательная граната №76[англ.] — формально введённый для гранатомёта Нортовера «боеприпас»[4], бутылка объёмом в четверть пинты, наполненная зажигательной смесью фосфора и бензина[4]. Широко использовалась наряду с двумя другими типами гранат, при этом эффективность как противотанкового боеприпаса была намного выше[7]

## Эксплуатация
К августу 1941 в войсках (как регулярных, так и ополчения) насчитывалось около 8000 гранатомётов, а к 1943 — 18,919, однако реакция в войсках на оружие была отрицательной. В качестве недостатков указывались демаскирующее расчёт белое облако после выстрела и сложность расчёта заряда пороха. При заряде, превышающем норму, сильно увеличивалась вероятность разрыва гранаты в стволе, в то время как меньший сильно снижал дальность выстрела. При этом реальной возможностью поражать немецкие танки обладала лишь граната № 76, а станок весом в 27 кг был тяжелым. Часть этих недостатков была исправлена в Northover Projector Mk. 1, но их было произведено лишь небольшое количество. Отрицательная реакция в войсках способствовала тому, что гранатомёты поступали основном в части народного ополчения, где преподносились как простое в освоении противотанковое средство, постепенно заменяясь более совершенными образцами. В настоящем бою они так ни разу и не были применены.

## Операторы
- Великобритания

- Сухопутные войска — опытная эксплуатация
- Территориальное ополчение — вплоть до 1944 года

### Книги и публикации
- Платонов А. Игрушечные солдатики Черчилля // Популярная механика.
- Chris Bishop. The Encyclopedia of Weapons of World War II: The Comprehensive Guide to Over 1,500 Weapons Systems, Including Tanks, Small Arms, Warplanes, Artillery, Ships and Submarines (англ.). — Sterling Publishing Company, Inc, 2002. — ISBN 1-58663-762-2.
- Jeff Kinard. Artillery: An Illustrated History of Its Impact (англ.). — ABC-CLIO, 2007. — ISBN 1-85109-556-X.
- David Lampe. The Last Ditch: Britain's Secret Resistance and the Nazi Invasion Plan (англ.). — Greenhill Books, 1968. — ISBN 978-1-85367-730-4.
- Norman Longmate. The Real Dad's Army: The Story of the Home Guard (англ.). — Hutchinson Library Services, 1974.
- Bernard Lowry, Chris Taylor, Vincent Boulanger. British Home Defences 1940-45 (англ.). — Osprey Publishing, 2004. — ISBN 1-84176-767-0.
- S.P. Mackenzie. The Home Guard: A Military and Political History (англ.). — Oxford University Press, 1995. — ISBN 0-19-820577-5.

### Официальные документы
- The Northover Projector (англ.). — War Office[англ.], 1940. — (Tank Hunting and Destruction, Military Training Manual No 42, Amendment No. 1, Appendix F).